# I.K. Bonset
I.K. Bonset is een pseudoniem van beeldend kunstenaar en De Stijl-voorman Theo van Doesburg. Van Doesburg gebruikte dit pseudoniem voor de publicatie van zijn veelal dadaïstisch-georiënteerde poëzie en abstracte literatuur.

Kunst houdt op waar men haar begrijpt
— I.K. Bonset, juni 1920.

## Ontstaan
Van Doesburgs kennismaking met het dadaïsme dateert van vlak na de Eerste Wereldoorlog. Rond het einde van die oorlog verscheen het eerste manifest van De Stijl, waarin opgeroepen werd tot meer (internationale) samenwerking tussen vooruitstrevende kunstenaars. De futuristenleider Filippo Marinetti reageerde hierop door Van Doesburg een aantal boeken en tijdschriften op te sturen, waaronder dadaïstisch materiaal.
Voorjaar 1920, na een bezoek aan Parijs, waarin hij persoonlijk kennismaakte met enkele belangrijke dada-kopstukken, besloot Van Doesburg in De Stijl ook aandacht aan de literatuur te besteden en dus publiceerde hij in april 1920 het manifest 'De Literatuur', waarmee hij zijn literaire loopbaan 'afsloot'. Exact een maand later verscheen in De Stijl zonder enige inleiding of uitleg een opmerkelijk gedicht getiteld X-Beelden van een zekere I.K. Bonset.
Toen na de Eerste Wereldoorlog het postverkeer in Europa weer op gang kwam kreeg Van Doesburg als hoofdredacteur van De Stijl naast kunsttijdschriften ook allerlei dadaïstische tijdschriften en brochures opgestuurd. Hij herkende in het dadaïsme een middel om contrast te scheppen en het publiek, dat onwelwillend tegenover De Stijl stond, eens goed wakker te schudden. Om het dadaïsme op te nemen in De Stijl en waarschijnlijk ook omdat hij ervan uitging dat Mondriaan dergelijke activiteiten niet zou waarderen, gebruikte hij, voor zijn literaire werk, voortaan het heteroniem I.K. Bonset (dat een anagram zou zijn van 'Ik ben sot'): een in Wenen wonende Nederlandse dadaïst. Als I.K. Bonset probeerde hij 'de innerlijke bewogenheid rechtstreeks [te] beelden in de klank'.

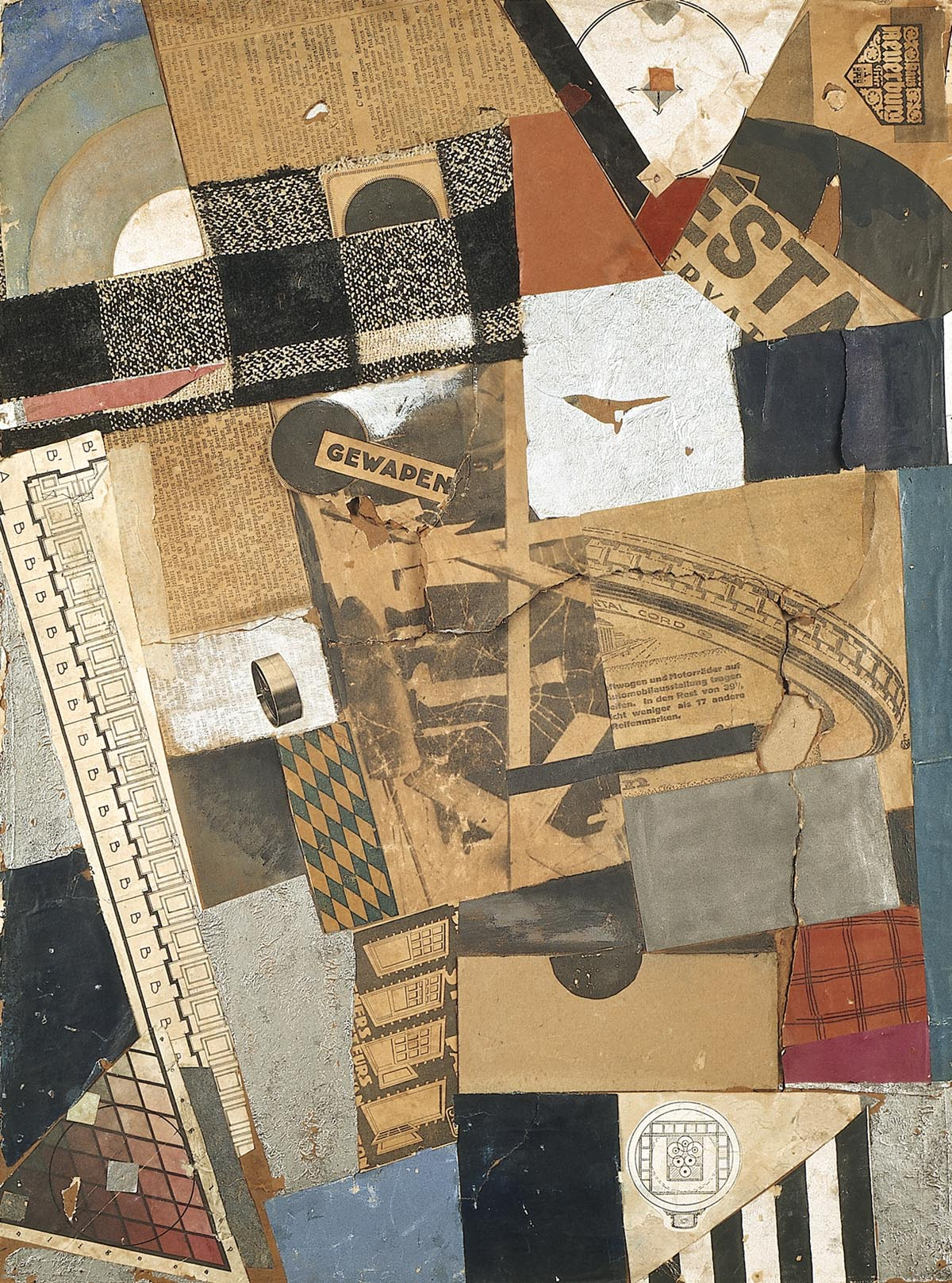
La matière denaturalisée. Destruction 2. 1923 (?). Collage, inkt en gouache op karton. 59,5 × 44 cm. Leeuwarden, Fries Museum.

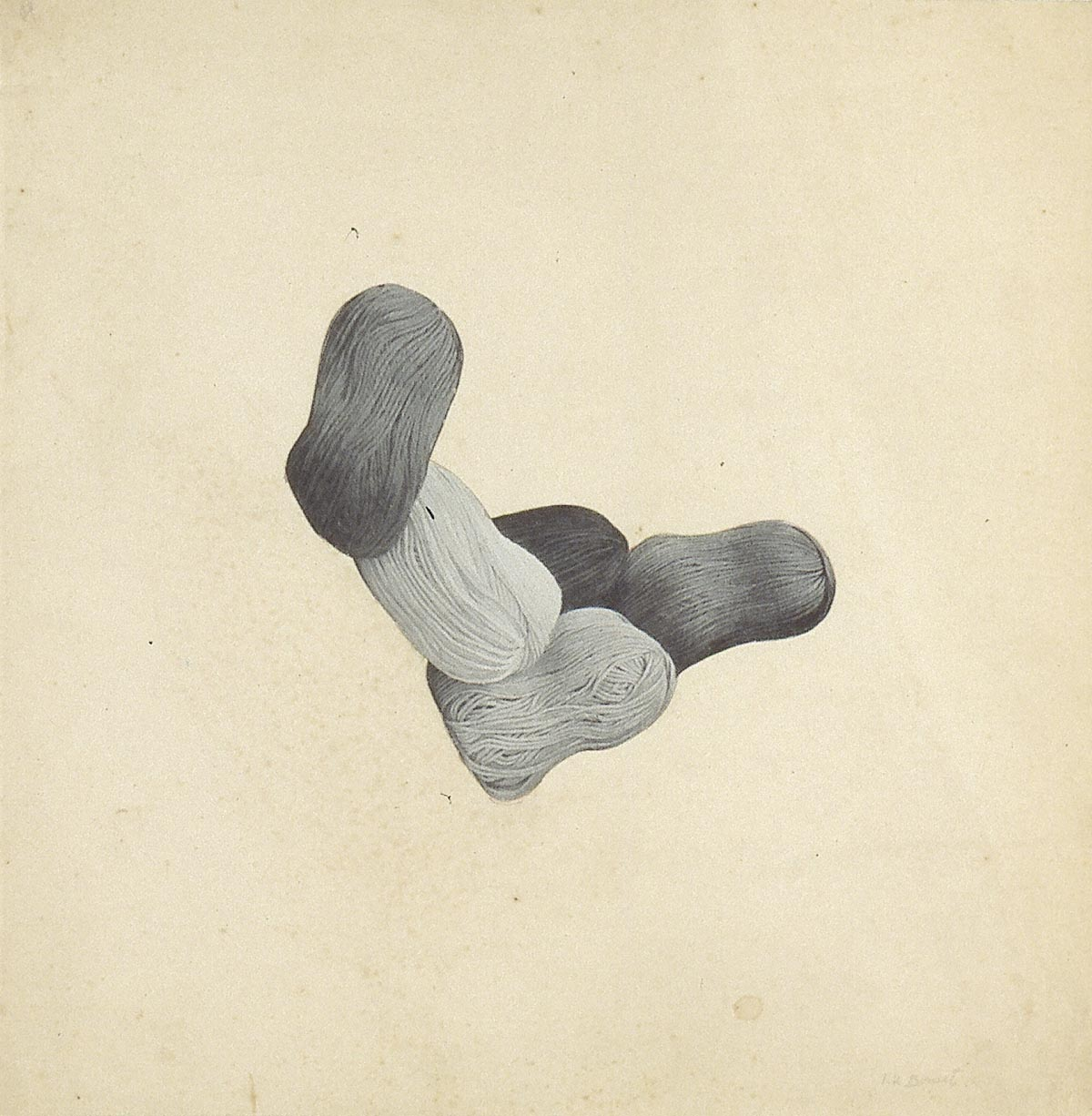
Compositie (1). Ca. 1921-1925. Collage van drukwerk op papier. 32,5 × 32 cm. Otterlo, Kröller-Müller Museum.

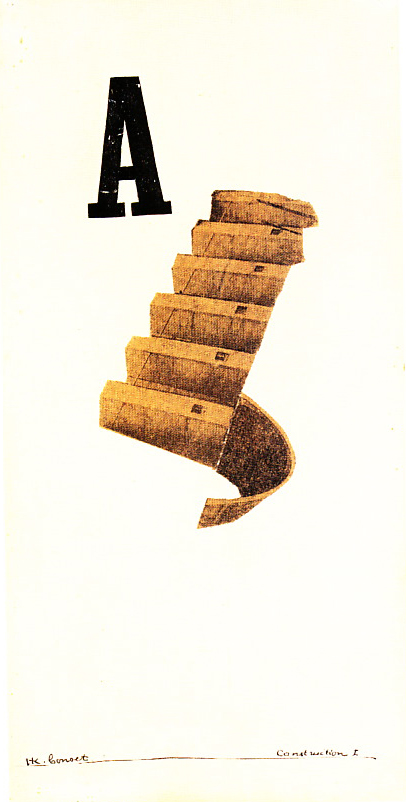
Constructie I. Ca. 1921-1925. Collage en inkt op papier. 31 × 15,5 cm. Zürich, Kunsthaus Zürich.

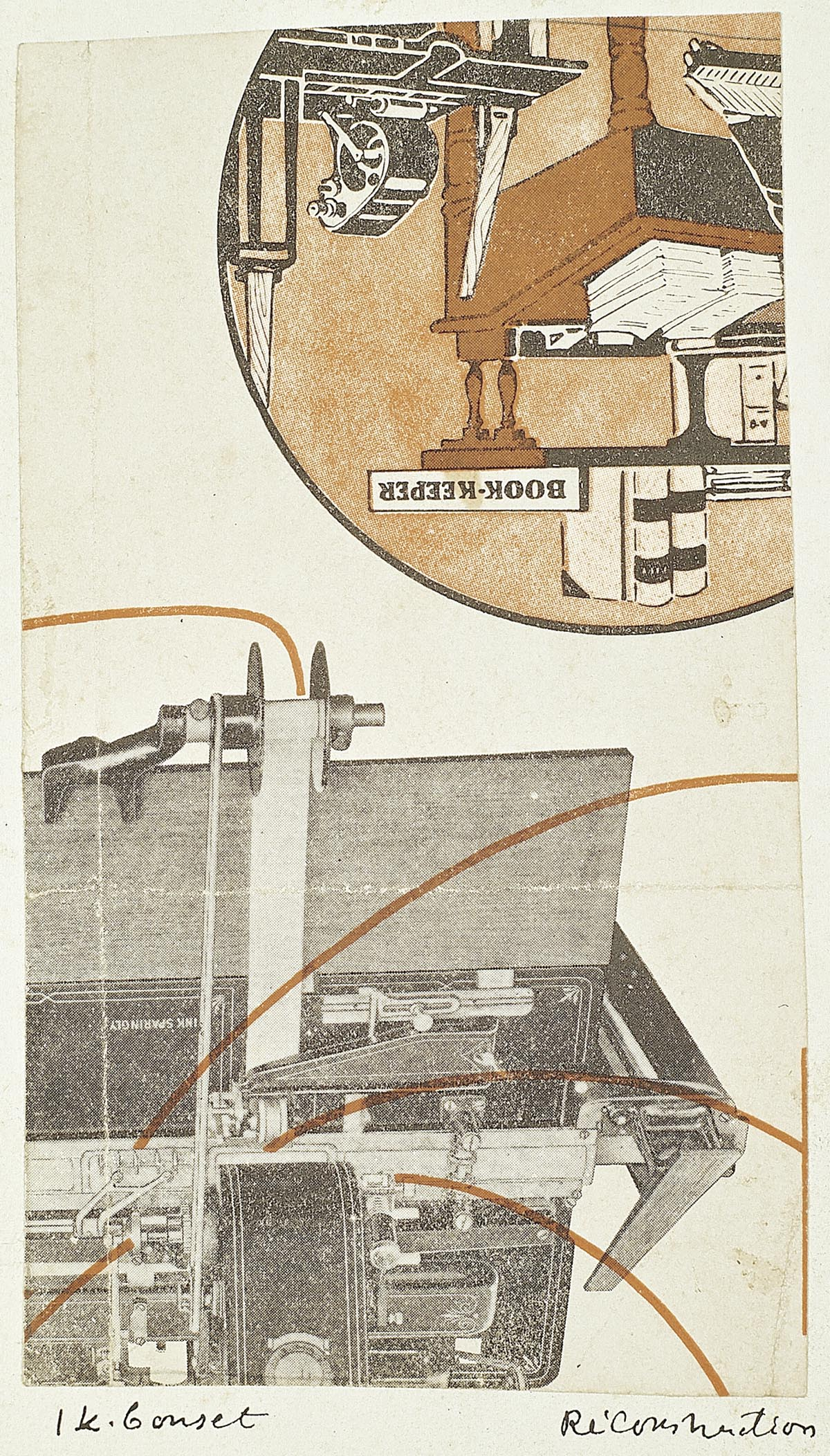
Réconstruction. Ca. 1921-1925. Collage op papier. 29,5 × 21 cm. Otterlo, Kröller-Müller Museum.

Hij gebruikte het dadaïsme als platform om dit doel te bereiken. Dit is vreemd, omdat het anarchistische en spontane van dada niet te verenigen lijkt met het exacte en berekenende van zijn nieuwe beelding. Volgens zijn latere vriend Kurt Schwitters, echter, is de bedoeling van dada juist vanuit zijn anarchie en banaliteit het opwekken van een sterke wil tot en een groot verlangen naar stijl (lees De Stijl). In een nummer van zijn tijdschrift Merz, dat aan dada in Holland gewijd is schreef hij: 'Dada ist das Bekenntnis zur Stillosigkeit. Dada ist der Stil unserer Zeit, die keinen Stil hat. Begrijpt U dat?' Bovendien werd in de dadaïstische poëzie het woord los van zijn betekenis gebruikt, zoals Van Doesburg in de schilderkunst de lijn en het vlak los van zijn betekenis gebruikte, of, om met de woorden van Van Doesburg te spreken:

Zooals in kleur-en ruimtekunst het middel niet meer illusionistisch en illustratief gebruikt werd, zoo werd vanaf Rimbaud en Appolinaire het woord-kunstmiddel niet meer dichterlijk-imaginair toegepast.
— I.K. Bonset, juni 1922.

Toch was I.K. Bonset op de eerste plaats constructivist, propaganist van de nieuwe beelding en gérant litéraire [sic] (literait leider) van het tijdschrift Mécano. Dat I.K. Bonset Van Doesburgs alter ego is, is aanvankelijk alleen bekend aan intimi als Oud en Johan Dee. Vooral de schrijver Tristan Tzara weet hij goed voor de gek te houden door Tzara aan hemzelf gerichte brieven van Bonset op te sturen. In het vierde nummer van Merz vindt in zekere zin de ontmaskering plaats door te schrijven dat "DE WELEDELGEBOREN HEER THEO VAN DOESBURG nie existiert hat. Aus dem Namen SODGRUBE entstanden, ist er ein schlecht enthüllter Speudonym für J. K. BONSET [sic]".

## Werk

### Collages
Als I.K. Bonset maakte Van Doesburg tussen 1920 en 1925 ten minste vijf collages:
- La matière denaturalisée. Destruction 2, 1923.
- Compositie (1), circa 1921-1925.
- Constructie I, circa 1921-1925.
- Réconstruction, circa 1921-1925.
- Compositie (Frans Ernst's City Sport Stores), circa 1921-1925.
- Toegeschreven aan Theo van Doesburg, Compositie (2), circa 1921-1925.
- Toegeschreven aan Theo van Doesburg, Compositie (3), circa 1921-1925.